# قائمة أنواع نبات الأملج
يوجد عدة أنواع من جنس الأملج:
- أملج أحادي الورقة (الاسم العلمي: Phyllanthus unifoliatus)
- أملج أحمر (الاسم العلمي: Phyllanthus ruber)
- أملج أرجواني (الاسم العلمي: Phyllanthus purpureus)
- أملج أزرق (الاسم العلمي: Phyllanthus glaucus)
- أملج أشعث (الاسم العلمي: Phyllanthus villosus)
- أملج أنغولي (الاسم العلمي: Phyllanthus angolensis)
- أملج أنيق (الاسم العلمي: Phyllanthus elegans)
- أملج باراغواني (الاسم العلمي: Phyllanthus paraguayensis)
- أملج باسيفيكي (الاسم العلمي: Phyllanthus pacificus)
- أملج بالاوي (الاسم العلمي: Phyllanthus palauensis)
- أملج باهت (الاسم العلمي: Phyllanthus pallidus)
- أملج بحري (الاسم العلمي: Phyllanthus maritimus)
- أملج بوليفي (الاسم العلمي: Phyllanthus bolivianus)
- أملج تانزاني (الاسم العلمي: Phyllanthus tanzanianus)
- أملج تحت هامشي (الاسم العلمي: Phyllanthus submarginalis)
- أملج ثلاثي العروق (الاسم العلمي: Phyllanthus triphlebius)
- أملج جبلي (الاسم العلمي: Phyllanthus montanus)
- أملج جميل (الاسم العلمي: Phyllanthus pulcher)
- أملج جنوبي (الاسم العلمي: Phyllanthus australis)
- أملج رائع (الاسم العلمي: Phyllanthus mirabilis)
- أملج رباعي الأسدية (الاسم العلمي: Phyllanthus tetrandrus)
- أملج رمادي (الاسم العلمي: Phyllanthus cinereus)
- أملج رملي (الاسم العلمي: Phyllanthus arenarius)
- أملج سناني (الاسم العلمي: Phyllanthus lanceolatus)
- أملج سنغالي (الاسم العلمي: Phyllanthus singalensis)
- أملج سيكيمي (الاسم العلمي: Phyllanthus sikkimensis)
- أملج شائع (الاسم العلمي: Phyllanthus emblica)
- أملج شبه صوفي (الاسم العلمي: Phyllanthus sublanatus)
- أملج شكيل (الاسم العلمي: Phyllanthus formosus)
- أملج شوكي (الاسم العلمي: Phyllanthus spinosus)
- أملج صخري (الاسم العلمي: Phyllanthus rupestris)
- أملج صلب (الاسم العلمي: Phyllanthus robustus)
- أملج صومالي (الاسم العلمي: Phyllanthus somalensis)
- أملج عامودي (الاسم العلمي: Phyllanthus columnaris)
- أملج عائم (الاسم العلمي: Phyllanthus fluitans)
- أملج غربي (الاسم العلمي: Phyllanthus occidentalis)
- أملج قريبي (الاسم العلمي: Phyllanthus utricularis)
- أملج كاميروني (الاسم العلمي: Phyllanthus camerunensis)
- أملج كبير البذور (الاسم العلمي: Phyllanthus megacarpus)
- أملج لامع (الاسم العلمي: Phyllanthus nitens)
- أملج متجانح (الاسم العلمي: Phyllanthus vergens)
- أملج متشجر (الاسم العلمي: Phyllanthus suffrutescens)
- أملج متعدد الأزهار (الاسم العلمي: Phyllanthus multiflorus)
- أملج متفرع (الاسم العلمي: Phyllanthus ramosus)
- أملج متقابل الأوراق (الاسم العلمي: Phyllanthus oppositifolius)
- أملج مثلم (الاسم العلمي: Phyllanthus sulcatus)
- أملج مجدول (الاسم العلمي: Phyllanthus tabularis)
- أملج مدغشقري (الاسم العلمي: Phyllanthus madagascariensis)
- أملج مشرقي (الاسم العلمي: Phyllanthus orientalis)
- أملج منحني (الاسم العلمي: Phyllanthus nutans)
- أملج مهدب (الاسم العلمي: Phyllanthus ciliaris)
- أملج موزامبيقي (الاسم العلمي: Phyllanthus mozambicensis)
- أملج وبري (الاسم العلمي: Phyllanthus comosus)
- أملج وردي (الاسم العلمي: Phyllanthus roseus)
- أملج يوناني (الاسم العلمي: Phyllanthus yunnanensis)
- (الاسم العلمي: Phyllanthus abditus)
- (الاسم العلمي: Phyllanthus abnormis)
- (الاسم العلمي: Phyllanthus acacioides)
- (الاسم العلمي: Phyllanthus acidus)
- (الاسم العلمي: Phyllanthus acinacifolius)
- (الاسم العلمي: Phyllanthus actephilifolius)
- (الاسم العلمي: Phyllanthus acuminatus)
- (الاسم العلمي: Phyllanthus acutifolius)
- (الاسم العلمي: Phyllanthus acutissimus)
- (الاسم العلمي: Phyllanthus acutus)
- (الاسم العلمي: Phyllanthus adenodiscus)
- (الاسم العلمي: Phyllanthus adianthoides)
- (الاسم العلمي: Phyllanthus aeneus)
- (الاسم العلمي: Phyllanthus affinis)
- (الاسم العلمي: Phyllanthus airy-shawii)
- (الاسم العلمي: Phyllanthus ajmerianus)
- (الاسم العلمي: Phyllanthus albidiscus)
- (الاسم العلمي: Phyllanthus albizzioides)
- (الاسم العلمي: Phyllanthus albolapidosi)
- (الاسم العلمي: Phyllanthus albus)
- أملج أليغري (الاسم العلمي: Phyllanthus alegrensis)
- (الاسم العلمي: Phyllanthus allemii)
- (الاسم العلمي: Phyllanthus almadensis)
- (الاسم العلمي: Phyllanthus alpestris)
- (الاسم العلمي: Phyllanthus amarus)
- (الاسم العلمي: Phyllanthus ambatovolana)
- (الاسم العلمي: Phyllanthus ambatovolanus)
- (الاسم العلمي: Phyllanthus amicorum)
- (الاسم العلمي: Phyllanthus amieuensis)
- (الاسم العلمي: Phyllanthus amnicola)
- (الاسم العلمي: Phyllanthus ampandrandavae)
- (الاسم العلمي: Phyllanthus anabaptizatus)
- (الاسم العلمي: Phyllanthus analamerae)
- (الاسم العلمي: Phyllanthus anamalayanus)
- (الاسم العلمي: Phyllanthus andalangiensis)
- (الاسم العلمي: Phyllanthus andamanicus)
- (الاسم العلمي: Phyllanthus anderssonii)
- (الاسم العلمي: Phyllanthus andranovatensis)
- (الاسم العلمي: Phyllanthus angkorensis)
- (الاسم العلمي: Phyllanthus angustatus)
- (الاسم العلمي: Phyllanthus angustifolius)
- (الاسم العلمي: Phyllanthus angustissimus)
- (الاسم العلمي: Phyllanthus anisolobus)
- (الاسم العلمي: Phyllanthus anisophyllioides)
- (الاسم العلمي: Phyllanthus ankarana)
- (الاسم العلمي: Phyllanthus ankaratrae)
- (الاسم العلمي: Phyllanthus anthopotamicus)
- (الاسم العلمي: Phyllanthus aoraiensis)
- (الاسم العلمي: Phyllanthus aoupinieensis)
- (الاسم العلمي: Phyllanthus aphanostylus)
- أملج سفيئي (الاسم العلمي: Phyllanthus apiculatus)
- (الاسم العلمي: Phyllanthus arachnodes)
- (الاسم العلمي: Phyllanthus arbuscula)
- (الاسم العلمي: Phyllanthus archboldianus)
- (الاسم العلمي: Phyllanthus ardisianthus)
- (الاسم العلمي: Phyllanthus arenicola)
- (الاسم العلمي: Phyllanthus argyi)
- أملج أجرد (الاسم العلمي: Phyllanthus aridus)
- (الاسم العلمي: Phyllanthus armstrongii)
- (الاسم العلمي: Phyllanthus arnhemicus)
- (الاسم العلمي: Phyllanthus artensis)
- (الاسم العلمي: Phyllanthus arvensis)
- (الاسم العلمي: Phyllanthus aspersus)
- (الاسم العلمي: Phyllanthus asperulatus)
- (الاسم العلمي: Phyllanthus atabapoensis)
- (الاسم العلمي: Phyllanthus atalaiensis)
- (الاسم العلمي: Phyllanthus atropurpureus)
- (الاسم العلمي: Phyllanthus attenuatus)
- (الاسم العلمي: Phyllanthus augustinii)
- (الاسم العلمي: Phyllanthus austroparensis)
- (الاسم العلمي: Phyllanthus avanguiensis)
- (الاسم العلمي: Phyllanthus avicularis)
- (الاسم العلمي: Phyllanthus awaensis)
- (الاسم العلمي: Phyllanthus axillaris)